# Roodkeelvliegenvanger
De roodkeelvliegenvanger (Ficedula rufigula) is een zangvogel uit de familie van vliegenvangers (Muscicapidae). Het is een voor uitsterven gevoelige, endemische vogelsoort op het Indonesische eiland Sulawesi.

## Kenmerken
De vogel is 11 tot 12 cm lang. Het is een vliegenvanger die qua postuur en formaat lijkt op de kleine vliegenvanger. Van boven is de vogel donker blauwgrijs, de slagpennen zijn nog donkerder, bijna zwart. De kin en de keel zijn licht roodbruin, vager van kleur op de borst en flanken. De poten zijn lichtgrijs en de snavel is zwart. Het vrouwtje is wat doffer gekleurd.

## Verspreiding en leefgebied
Deze soort is endemisch op het eiland Sulawesi, maar ontbreekt op het zuidoostelijk gelegen schiereiland. Het is een bosvogel die leeft in de ondergroei van tropisch regenwoud, maar ook in secundair bos en dicht rotanpalmbos in laagland en heuvelland tot 600 m en soms 1000 m boven zeeniveau.

## Status
De roodkeelvliegenvanger heeft een beperkt verspreidingsgebied en daardoor is de kans op uitsterven aanwezig. De grootte van de populatie is niet gekwantificeerd, maar de populatie-aantallen nemen af door ontbossing waarbij natuurlijk bos wordt omgezet in gebied voor agrarisch gebruik en menselijke bewoning. Om deze redenen staat deze soort als gevoelig op de Rode Lijst van de IUCN.